# العلاقات الساموية السيشلية
العلاقات الساموية السيشلية هي العلاقات الثنائية التي تجمع بين ساموا وسيشل.

## مقارنة بين البلدين
هذه مقارنة عامة ومرجعية للدولتين:
| وجه المقارنة                                              | ساموا                        | سيشل                                                |
| --------------------------------------------------------- | ---------------------------- | --------------------------------------------------- |
| المساحة (كم2)                                             | 2.84 ألف                     | 459                                                 |
| عدد السكان (نسمة)                                         | 196.44 ألف                   | 95.84 ألف                                           |
| الكثافة السكانية (ن./كم²)                                 | 69.17                        | 20.88 ألف                                           |
| العاصمة                                                   | أبيا                         | فيكتوريا                                            |
| اللغة الرسمية                                             | لغة إنجليزية، اللغة الساموية | لغة فرنسية، لغة إنجليزية، اللغة الكريولية السيشيلية |
| العملة                                                    | تالا ساموي                   | روبية سيشلية                                        |
| الناتج المحلي الإجمالي (بليون دولار)                      | 856.63 مليون                 | 1.49 مليار                                          |
| الناتج المحلي الإجمالي (تعادل القوة الشرائية) بليون دولار | 1.15 مليار                   | 2.54 مليار                                          |
| الناتج المحلي الإجمالي الاسمي للفرد دولار أمريكي          | 3.94 ألف                     | 15.48 ألف                                           |
| الناتج المحلي الإجمالي للفرد دولار أمريكي                 | 5.79 ألف                     | 26.42 ألف                                           |
| مؤشر التنمية البشرية                                      | 0.702                        | 0.772                                               |
| رمز المكالمات الدولي                                      | +685                         | +248                                                |
| رمز الإنترنت                                              | .ws                          | .sc                                                 |
| المنطقة الزمنية                                           | ت ع م+13:00                  | ت ع م+04:00                                         |

## منظمات دولية مشتركة
يشترك البلدان في عضوية مجموعة من المنظمات الدولية، منها:
| علم المنظمة | اسم المنظمة                                 | تاريخ انضمام ساموا | تاريخ انضمام سيشل |
| ----------- | ------------------------------------------- | ------------------ | ----------------- |
|             | يونسكو                                      | 3 أبريل 1981       | 18 أكتوبر 1976    |
|             | وكالة ضمان الاستثمار متعدد الأطراف          | 27 سبتمبر 2002     | 15 سبتمبر 1992    |
|             | الأمم المتحدة                               | 15 ديسمبر 1976     | 21 سبتمبر 1976    |
|             | مجموعة دول أفريقيا والكاريبي والمحيط الهادئ | ?                  | ?                 |
|             | دول الكومنولث                               | ?                  | 1976              |
|             | الاتحاد البريدي العالمي                     | ?                  | ?                 |
|             | البنك الدولي للإنشاء والتعمير               | 28 يونيو 1974      | 29 سبتمبر 1980    |
|             | الاتحاد الدولي للاتصالات                    | 7 أكتوبر 1988      | 17 سبتمبر 1999    |
|             | منظمة حظر الأسلحة الكيميائية                | ?                  | 29 أبريل 1997     |
|             | مؤسسة التمويل الدولية                       | 28 يونيو 1974      | 11 يونيو 1981     |
|             | المركز الدولي لتسوية المنازعات الاستشارية   | 25 مايو 1978       | 19 أبريل 1978     |
|             | تحالف الدول الجزرية الصغيرة                 | ?                  | ?                 |
|             | منظمة الشرطة الجنائية الدولية               | ?                  | 1 سبتمبر 1977     |

## وصلات خارجية
- موقع وزارة الخارجية السيشلية